# Elton (Cambridgeshire)
Elton – wieś w Anglii, w hrabstwie Cambridgeshire, w dystrykcie Huntingdonshire. Leży 51 km na północny zachód od miasta Cambridge i 116 km na północ od Londynu.